# Beeck (Duisburg)
Beeck ([beːk]) ist ein Stadtteil des Stadtbezirks Meiderich/Beeck in Duisburg mit 11.785 Einwohnern (Stand: 31. Dezember 2023). Am 1. April 1904 wurde Beeck zusammen mit Laar und Beeckerwerth nach Ruhrort eingemeindet. Am 1. Oktober 1905 erfolgte die Eingemeindung Ruhrorts zusammen mit Meiderich nach Duisburg.

## Geschichte

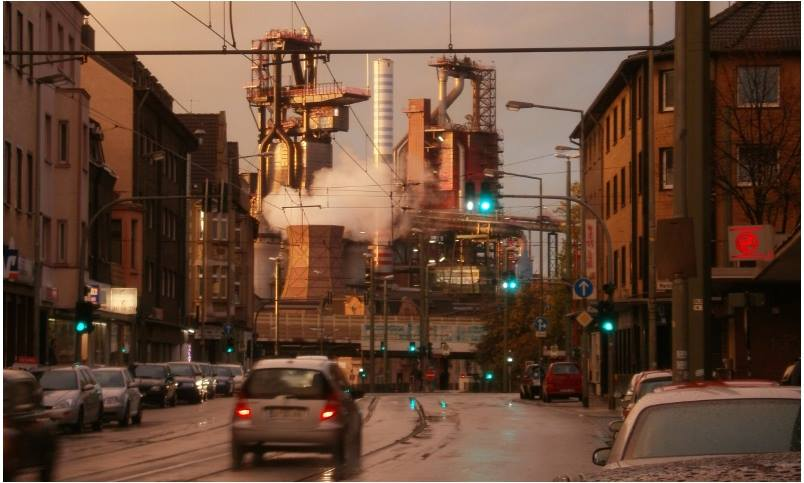
Blick auf das Stahlwerk Thyssen-Krupp von der Friedrich-Ebert-Straße in Beeck

Der älteste Nachweis einer größeren Ansiedlung in Beeck sind zwei frühmittelalterliche Gräberfelder. Von dem einen fränkischen Friedhof, heute im Bereich der Straße Lange Kamp gelegen, sind zwei Körpergräber bekannt, die aus der ersten Hälfte des 7. Jahrhunderts stammen. Das zweite Gräberfeld, bekannt geworden als Gräberfeld Pothmannstraße, ist indirekt durch Lesefunde in einer Sandgrube nachgewiesen. Diese Funde können nur von zerstörten Bestattungen stammen und datieren in die zweite Hälfte des 7. und der ersten Hälfte des 8. Jahrhunderts. Das Gräberfeld könnte mit einer Gruppe von vier Höfen zusammenhängen, die im Mittelalter „Bodenbom“ genannt wurden.
Der Hof Beeck, heute Oberhof genannt, wird erstmals in den Schriftquellen am 15. Januar 947 in einer Urkunde König Otto I. erwähnt, mit der er bezeugt, dass sein Großvater, Herzog Otto der Erlauchte von Sachsen (880–912), den Hof Beki dem Stift in Essen geschenkt habe.
Der heutige Oberhof und die danebenliegende Pfarrkirche St. Laurentius wird allgemein als Keimzelle Beecks angesehen. Die dreischiffige Kirche steht auf einer kleinen Anhöhe. Sie hat einen Westturm und eine polygonalen Chor im Osten. Chor und Seitenschiffe weisen Strebepfeiler auf. Im Inneren präsentiert sie sich mit rundbogigen Arkadenpfeilern und Kreuzrippengewölbe. Im Turmuntergeschoss ist ein Kreuzgratgewölbe erhalten geblieben. Während der Reformation ging die liturgische Inneneinrichtung verloren. Die Innenwände sind protestantisch weiß verputzt. Die Kirche wurde nach neuesten Untersuchungen wohl zwischen dem 9. und 10. Jahrhundert errichtet. Das Patronatsrecht hatte das Stift Essen, 1306 wurde sie dem Stift inkorporiert. Zum Sprengel der Pfarrei gehörten die Honschaften: Beeck, Laar, Stockum, Alsum, Bruckhausen, und Marxloh. Neben der Laurentiuskirche gab es noch ein zweites Gotteshaus in Beeck, die Markuskapelle, deren Errichtung mit der Abtei Werden, südlich von Essen, in Verbindung zu bringen ist.
Das mittelalterliche Dorf Beeck lag auf dem rechten Flussufer der Emscher, die bei Stockum scharf nach Norden umbog und bei Alsum (das deshalb Hafenort war) in den Rhein mündete. Das Zentrum lag an der Straße von Duisburg nach Norden.
1338 anerkannte Beeck zwar die Hoheit Kleves, schien hierin aber eine problematische Lösung zu erblicken. Bereits 1405 wurde ein Versuch unternommen, das Gericht dem Herzogtum Jülich-Geldern zu übertragen, was Kleve aber 1412 wieder unterbunden hatte.
Ab dem 15. Jahrhundert waren in Beeck drei Gerichte ansässig, ein Vogteigericht, das landesherrliche Gericht und das Hofgericht. Erst 1612 wurde das Beecker Richteramt dann dem Drosten von Dinslaken unterstellt, bis an dessen Gebiet heran sich das so genannte Amt Beeck bereits ausgedehnt hatte: Zu Beeck zählten nicht nur Beeckerwerth und Laar (1904) – hinzu kamen auch noch die Höfe Alsum und Schwelgern, Bruckhausen, Marxloh, Buschhausen, Sterkrade, Hamborn, Neumühl und dem eng an Laar gebundenen Stockum.
Um 1547 ging die Kirchengemeinde zur Reformation über; 1558 war sie bereits reformiert und gehörte ab 1612 zur Classis Duisburg im Herzogtum Kleve.
Bis zum Ende des 18. Jahrhunderts ist dann die Herrlichkeit Meiderich dem Amt Beeck zugeordnet worden, das mit der napoleonischen Besatzung und Neuordnung 1806 mit dem Amt Holten zusammengelegt wurde – weiterhin (dem Kanton) Dinslaken im Arrondissement Essen zugeordnet. Der Sitz der Bürgermeisterei Holten war nun abwechselnd in Holten (von 1806 bis 1811 und von 1831 bis 1858) und Beeck (von 1811 bis 1830 und von 1859 bis 1886) zu finden.
1881 fand sich die erste Überlegung, das mittlerweile stärker industrialisierte Laar, das bereits die Hälfte der Steuereinnahmen aufbrachte, abzutrennen. Zum 1. April 1886 trat eine weitergehende Neuordnung in Kraft: Holten wurde ebenso wie Buschhausen, das hierzu von Hamborn abgetrennt worden war, zur neuen Bürgermeisterei Sterkrade geschlagen. Beeck wurde eine eigene Bürgermeisterei, die seit 1887 zum aus dem Kreis Mülheim an der Ruhr herausgelösten Kreis Ruhrort gehörte und die beiden Gemeinden Beeck und Hamborn umfasste.
Im Jahre 1900 wurde dann Hamborn infolge der Industrialisierung nicht nur zu einer eigenen Bürgermeisterei erhoben, sondern zog auch die zuvor zur Gemeinde Beeck gehörenden Ortschaften Bruckhausen, Alsum, Schwelgern und Marxloh an sich. Beeck verblieb nun nebst dem Beecker Kern noch Beeckerwerth, Laar und Stockum. 1904 erfolgte die Eingemeindung von Beeck nach Ruhrort, das wiederum am 1. Oktober 1905 in die Stadt Duisburg eingemeindet wurde.

## Wirtschaft
Der wohl bekannteste Wirtschaftsbetrieb in Beeck ist die König-Brauerei mitten im Ort. Ferner förderten hier die Zeche Rönsberghof am Ostrand von Beeck sowie die Zeche Beeckerwerth im gleichnamigen Ortsteil.

## Kultur

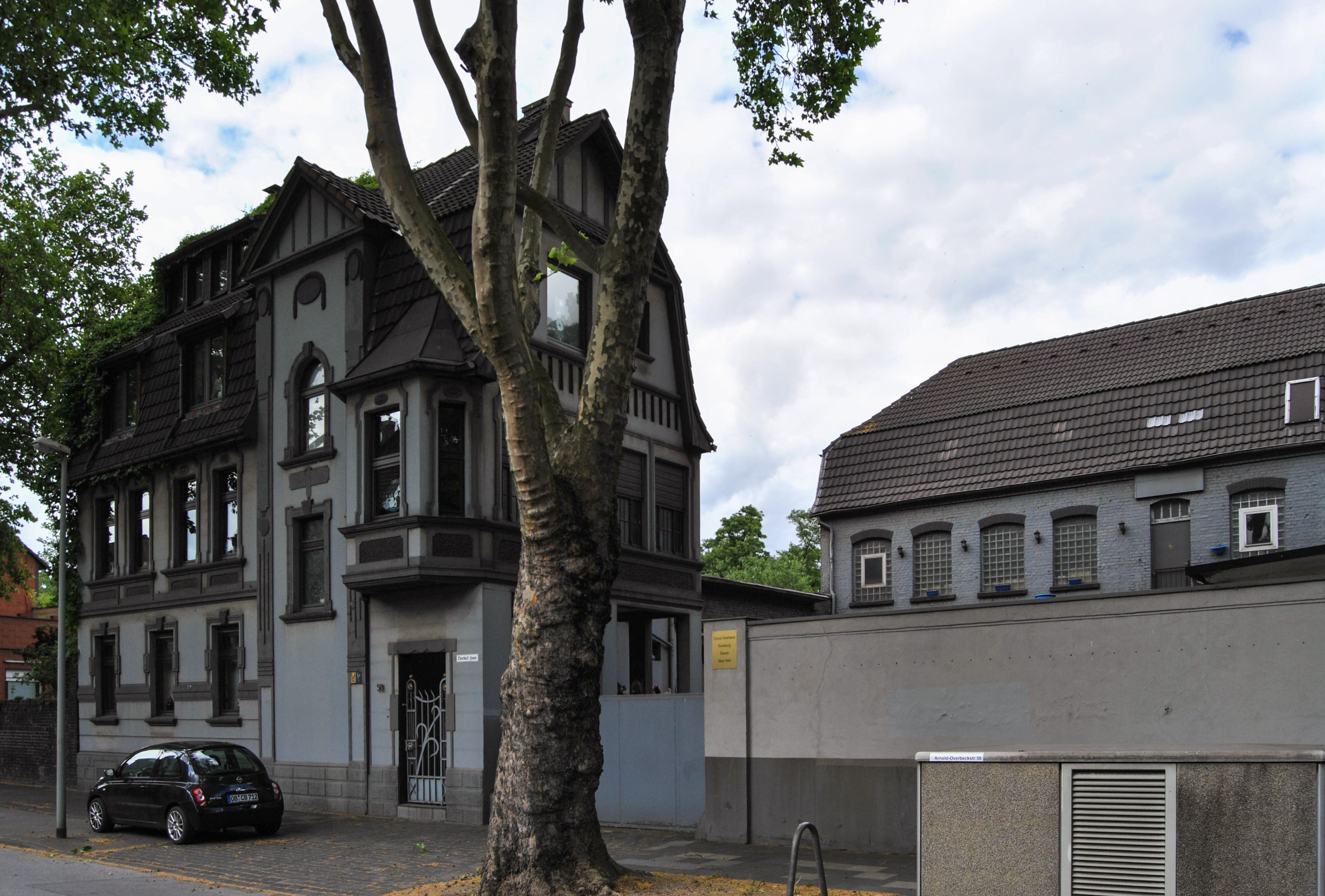
Das Baudenkmal Alte Brotfabrik Overbeck, heute Künstleratelier und Ort für Wissenschaft und Kunst im Duisburger Norden

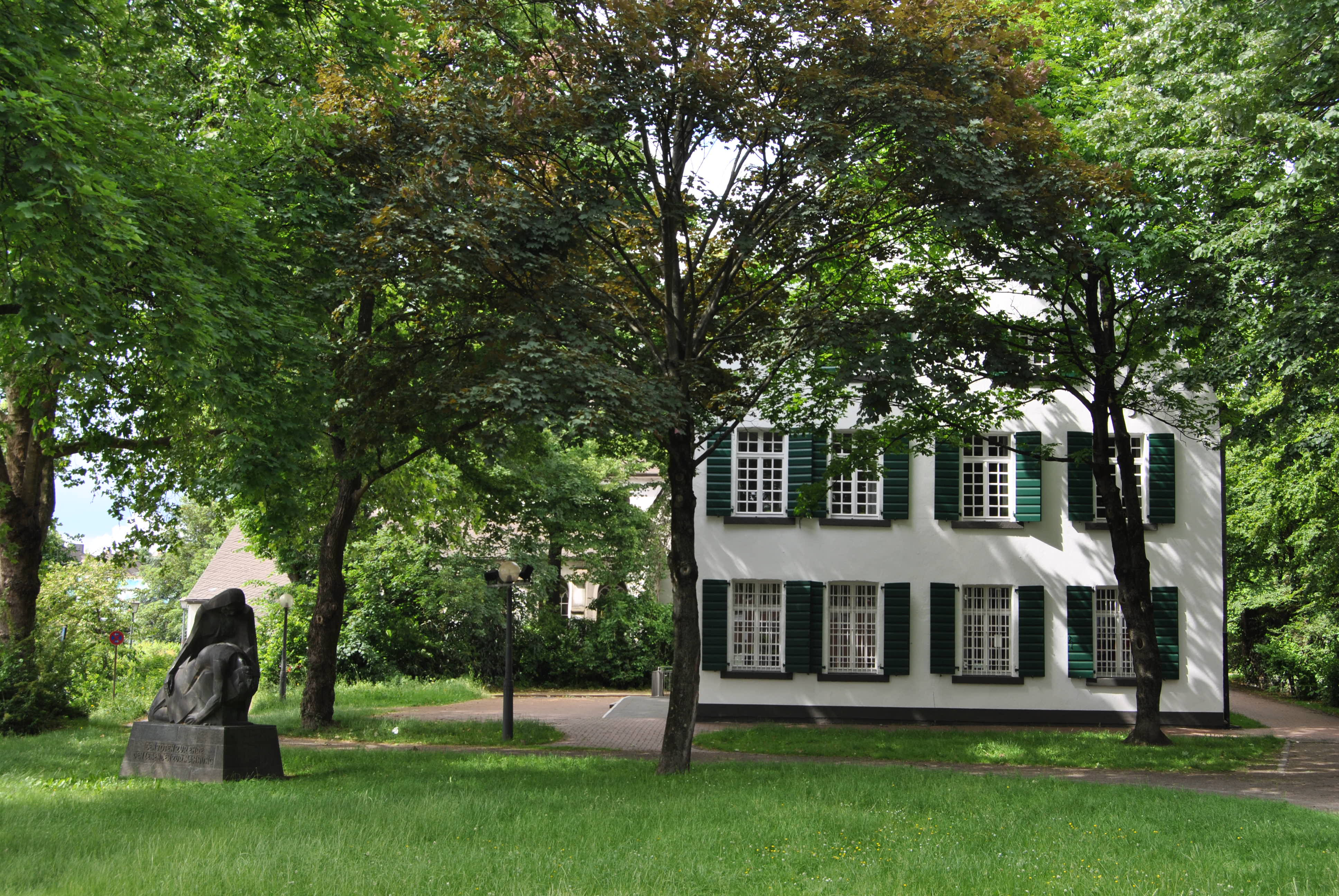
Der denkmalgeschützte Oberhof, heute kulturelles Zentrum

In der ehemaligen Brotfabrik Overbeck in der Arnold-Overbeck-Straße 58 befindet sich das Atelier des Künstlers Cyrus Overbeck.  Unter Overbecks Großvater, Fritz Overbeck, diente die Brotfabrik als ein Ort des Widerstands gegen die nationalsozialistische Gewaltherrschaft.  Das heutige Industriedenkmal, gebaut 1904 und bis in die 1970er Jahre zweitgrößter Arbeitgeber in Beeck, ist Ort für Ausstellungen, Konzerte, Vorträge, Lesungen und Theateraufführungen von nationalem bis internationalem Rang. Der Künstler Cyrus Overbeck schildert Bedrohung durch Rechte in Duisburg.
Kulturelles Zentrum für die Beecker Bevölkerung ist der zentral gelegene Oberhof, in dem ein Cafe betrieben wird und regelmäßig Ausstellungen örtlicher Künstlerinnen und Künstler sowie Lesungen und Events stattfinden.

## Verkehr
Beeck liegt verkehrsgeografisch besonders günstig südlich der Autobahn A42 und hat eine eigene Autobahnabfahrt- bzw. auffahrt. Innerhalb der Stadt ist Beeck an das kommunale ÖPNV-Netz angeschlossen. Die Straßenbahnlinie 901 verkehrt hier, wie auch mehrere Buslinien. Der Bahnhof Duisburg-Beeck liegt an der Bahnstrecke Duisburg-Meiderich Nord–Hohenbudberg. Er wird aber nicht genutzt, weil die Strecke vorläufig nur für den Güterverkehr freigegeben ist.

## Wappen

Wappen von Beeck

Das Beecker Wappen weist eine Dreiteilung auf; vorn im ersten Feld das Klever Wappen, über einem silbernen (weißen) Herzschildchen, eine achtstrahlige goldene (gelbe) Lilienhaspel auf rotem Grund. Hinten geteilt von Gold (Gelb) und Grün gespalten, im goldenen Felde oben in drei Reihen zu je sieben Feldern einen silbern und rot geschachten Balken, oben links mit einem silbernen Feld beginnend, das Wappen der Grafschaft Mark und unten in Grün drei silberne (weiße) Wellenbänder, die die Emscher symbolisieren, welche früher durch Beeck floss. Das Oberwappen zeigt eine rote Mauerkrone mit drei Türmen.

## Bürgermeister Beecks (1805–1904)
- Philipp Rothengatter von 1805 bis 1811
- Friedrich Anton Meurs, Besitzer des Oberhofs Beeck, von 1811 bis 1830
- Ernst Beudel von 1830 bis 1843
- Philipp Heinrich Klinge von 1843 bis 1886 (* 1809; † 1886)
- Emil Hagedorn von 1886 bis 1899 (* 1838; † 1899)
- Friedrich Schrecker von 1899 bis 1900 (* 1863; † 1937)
- Emil von Goeckingk von 1900 bis 1904

## Persönlichkeiten
- Paul Theodor König (1872–vor 1927), Porträtmaler